# Montlaur (Górna Garonna)
Montlaur – miejscowość i gmina we Francji, w regionie Oksytania, w departamencie Górna Garonna.
Według danych na rok 1990 gminę zamieszkiwało 807 osób, a gęstość zaludnienia wynosiła 84 osób/km² (wśród 3020 gmin regionu Midi-Pireneje Montlaur plasuje się na 407. miejscu pod względem liczby ludności, natomiast pod względem powierzchni na miejscu 1119.).